# Battaglia di Mari
La battaglia di Mari, detta anche il disastro di Mari, fu combattuta tra i Mamelucchi d'Egitto e gli armeni della Cilicia il 24 agosto 1266.
Il conflitto iniziò quando il sultano mamelucco Baybars intimò al re armeno Aitone I di accettarlo come sovrano abbandonando l'alleanza con i mongoli e di consegnare ai Mamelucchi i territori e le fortezze che Aitone aveva acquisito grazie alla sua alleanza con i mongoli.
A seguito di tali minacce, Aitone I si recò alla corte mongola dell'Il-Khan in Persia per ottenere supporto militare, ma durante la sua assenza i Mamelucchi mossero sulla Cilicia guidati da Mansur II e dal comandante mamelucco Qalawun.
Due figli di Aitone I, Leone (il futuro re Leone III) e Thoros prepararono la difesa rafforzando le guarnigioni delle fortezze all'entrata del territorio della Cilicia.
Ma i Mamelucchi superarono le fortezze passando attraverso le montagne, ed incontrarono e sconfissero gli armeni a Mari, vicino Darbsak il 24 agosto 1266.
Leone fu fatto prigioniero e Thoros fu ucciso in azione.
Anche Vasil Tatar, Il figlio armeno-mongolo del Connestabile Sempad, fu preso prigioniero dai Mamelucchi e tenuto in cattività con Leone; tuttavia è stato riferito che furono trattati bene.
Dopo la vittoria i Mamelucchi saccheggiarono le tre maggiori città della pianura della Cilicia: Mamistra, Adana e Tarsus, ed anche il porto di Laiazzo.
Un altro gruppo di Mamelucchi guidato da Mansur prese la capitale, Sis.
Il saccheggio durò 20 giorni e 40,000 armeni furono fatti prigionieri.
Quando arrivò Aitone I con le truppe mongole, il paese era gìa stato devastato.
Aitone I per ottenere la restituzione di suo figlio Leone, dovette cedere il controllo delle fortezze armene di confine ai Mamelucchi.
Nel 1269 Aitone I abdicò in favore di suo figlio e si fece monaco, morì un anno più tardi.
Leone fu lasciato nella scomoda situazione di tenere la Cilicia sotto la sovranità dell'Impero mongolo mentre, allo stesso tempo, pagava tributi ai Mamelucchi.